# Antoine Meillet
Paul Jules Antoine Meillet (Moulins (Allier), 11 november 1866, Châteaumeillant (Cher), 21 september 1936) was een Frans taalkundige die het gehele gebied van de vergelijkende Indo-Europese taalwetenschap bestreek.

## Biografie
Meillet studeerde bij de beroemdste der toenmalige Franse taalkundigen. Hij begon in 1885 aan de Sorbonne en liep college bij de classici Louis Havet en Otto Riemann, de romanisten Arsène Darmesteter et Gaston Paris, bij Henri d'Arbois de Jubainville leerde hij Oudiers/Keltisch, bij Auguste Carrière Armeens, bij de Oriëntalisten James Darmesteter, Abel Bergaigne en Victor Henry Avestisch en Sanskriet. Het diepst beïnvloed is hij door Michel Bréal (op het Collège de France) en vooral Ferdinand de Saussure (op de École pratique des hautes études). Voor Meillet was de Saussure de specialist op het gebied van de vergelijkende Indo-Europese taalkunde, de auteur van de Mémoire sur le système primitif des voyelles dans les langues indo-européennes en van de colleges die hij van hem te Parijs gevolgd heeft.
En 1890 reisde Meillet af naar de Kaukasus om het moderne Armeens te bestuderen, en ook om ter plekke handschriften van Oudarmeense teksten te onderzoeken. Een aantal jaren tevoren was vastgesteld dat het Armeens een onafhankelijke tak binnen de Indo-Europese taalfamilie vormde, wat haar waarde voor de reconstructie van het Indo-Europees vergrootte. De taal was nog niet volledig bestudeerd en beschreven, en Meillet heeft veel bijgedragen aan de studie ervan. In 1902 maakte Meillet een tweede studiereis met hetzelfde doel.
In 1891 werd Meillet agrégé de Grammaire, en meteen daarop werd hij Maître de Conférences; de Saussure verliet Parijs en Meillet nam een deel van zijn taken over. Van 1904-1906 doceerde hij Armeens aan de École des Langues Orientales Vivantes, en in 1906 werd hij benoemd aan het Collège de France, als opvolger van Michel Bréal.
Van 1894 tot 1897 werkte Meillet aan zijn twee proefschriften: een over een grammaticaal onderwerp uit het Oudslavisch, de andere over de Indo-Europese wortel men
In 1912/3 publiceerde Meillet samen met Sylvain Lévi hun ontcijfering van teksten geschreven in Tochaars B. Deze teksten waren aangetroffen op documenten in Chinees Turkestan, waar deze Indo-Europese taal in het eerste millennium n.Chr. gesproken werd.

Naast dit soort pioniersarbeid heeft Meillet vooral boeken gepubliceerd die heldere, maar diepgravende syntheses boden van een bepaalde taal. Hierbij poogde hij altijd te laten zien dat talen sociale fenomenen zijn, die zich ontwikkelen in reactie op sociale veranderingen. Zijn ideaal was dat alle talen op een vergelijkbare manier in kaart gebracht werden, zodat ze beter geclassificeerd konden worden.
Meillet was ook organisatorisch actief. In 1921 werd hij directeur van het Institut d’Études slaves, in welke hoedanigheid hij samen met André Mazon de Revue des Études slaves uitgaf (het officiële orgaan van dit instituut). In 1925 werd hij secretaris van de Société de Linguistique de Paris; en het was zijn initiatief om te komen tot de internationale conferenties van taalkundigen. De eerste hiervan werd gehouden in Den Haag, in 1928, en was georganiseerd door de Nijmeegse hoogleraar Mgr. J. Schrijnen en collega's. Verder ging Meillet allerlei samenwerkingsverbanden aan met andere auteurs; het bekendste voorbeeld hiervan is zijn samen met Alfred Ernout gepubliceerde etymologisch woordenboek van het Latijn.
Overal verspreid in Europa zaten leerlingen van hem. In Nederland bijvoorbeeld de classicus Frederik Muller Jzn en de filosoof H.J.Pos. Bekende Franse leerlingen van hem waren Émile Benveniste (zijn opvolger in 1927 aan de École Pratique des Hautes Études) en Joseph Vendryes.
In 1932 werd Meillet getroffen door een hemiplegie. Meillet heeft altijd bijzonder regelmatig en gedisciplineerd geleefd; sinds zijn tijd aan de Sorbonne stond hij elke dag om 5 uur op. Maar volgens J. Schrijnen werd zijn "fysieke afmatting" veroorzaakt door het "rusteloos doorkruisen van Amerika, Scandinavië en de Balkanstaten" op het laatst van zijn leven.

## Publicaties in boekvorm
- 1897: Recherches sur l'emploi du génitif-accusatif en vieux-slave
- 1897: De indo-europaea radice men; "mente agitare"
- 1902: Études sur l'étymologie et le vocabulaire du vieux slave Deel 1.
- 1903: Introduction à l'étude comparative des langues indo-européennes. (Hierin legt Meillet de verbanden uit tussen de indo-europese talen en hun relatie met het Indo-Europees.)
- 1903: Esquisse d'une grammaire comparée de l'arménien classique
- 1905: Études sur l'étymologie et le vocabulaire du vieux slave Deel 2.
- 1906: De quelques innovations de la déclination latine
- 1908: Les dialectes indo-européens
- 1913: Armenisches Elementarbuch.
- 1913: Aperçu d'une histoire de la langue grecque. (Op het moment dat Meillet dit boek schreef was het Lineair-B nog niet ontcijferd, dus wat betreft de vroegste geschiedenis van het Grieks is dit boek verouderd.)
- 1915: Grammaire du vieux Perse.
- 1917: Caractères généraux des langues germaniques. (Dit boek gaat niet over de moderne germaanse talen, maar over de voorgangers daarvan. Dit werk is minder gunstig ontvangen dan Meillets andere werken. Meillet gaat ervan uit dat het Germaanse volk van niet-Indo-Europese origine was, dat het Indo-Europees hen door een invasie is opgedrongen, waarbij ze echter hun oorspronkelijke articulatie-gewoontes behielden.)
- 1918: Les langues dans l'Europe nouvelle. (In 1921 door Th. Stille vertaald in het Nederlands onder de titel De Talen in het Nieuwe Europa.)
- 1921: Linguistique historique et linguistique générale. 1 (Bundel van 22 vooral methodologische artikelen).
- 1921: (samen met Helena de Willman-Grabowska) Grammaire de la langue polonaise .
- 1923: Les origines indo-européennes des mètres grecques.
- 1923: Inauguration de l'Institut d'études slaves de l'Université de Paris
- 1924: (met Marcel Cohen) Les langues du monde.
- 1924: Le Slave commun. (Dit werk, gereed in 1917, schetst op basis van de slavische talen hun gemeenschappelijke oer-taal. Het was bedoeld om deel uit te maken van een door de Academie van Sint-Petersburg uitgegeven encyclopedie, maar dat is niet doorgegaan. Zeven jaar later is het daarom zelfstandig verschenen.)
- 1924: (Samen met André Vaillant) Grammaire de la langue serbo-croate.
- 1925: La méthode comparative en linguistique historique. (Toespraken gehouden te Oslo bij de opening van het Instituttet for sammenlignende Kulturforskning.)
- 1925: Trois conférences sur les Gâthâs de l'Avesta (Toespraken gehouden te Uppsala bij de oprichting van de Olaus Petri stichting.)
- 1925: (Samen met Joseph Vendryes) Traité de grammaire comparee des langues classiques.
- 1925: La méthode comparative en linguistique historique.
- 1928: Esquisse d'une histoire de la langue latine.
- 1932: (Samen met Alfred Ernout): Dictionnaire etymologique de la langue latine.
- 1936: Linguistique historique et linguistique générale 2. (Bundel artikelen, gepubliceerd door Meillets leerlingen).